# Kalavria

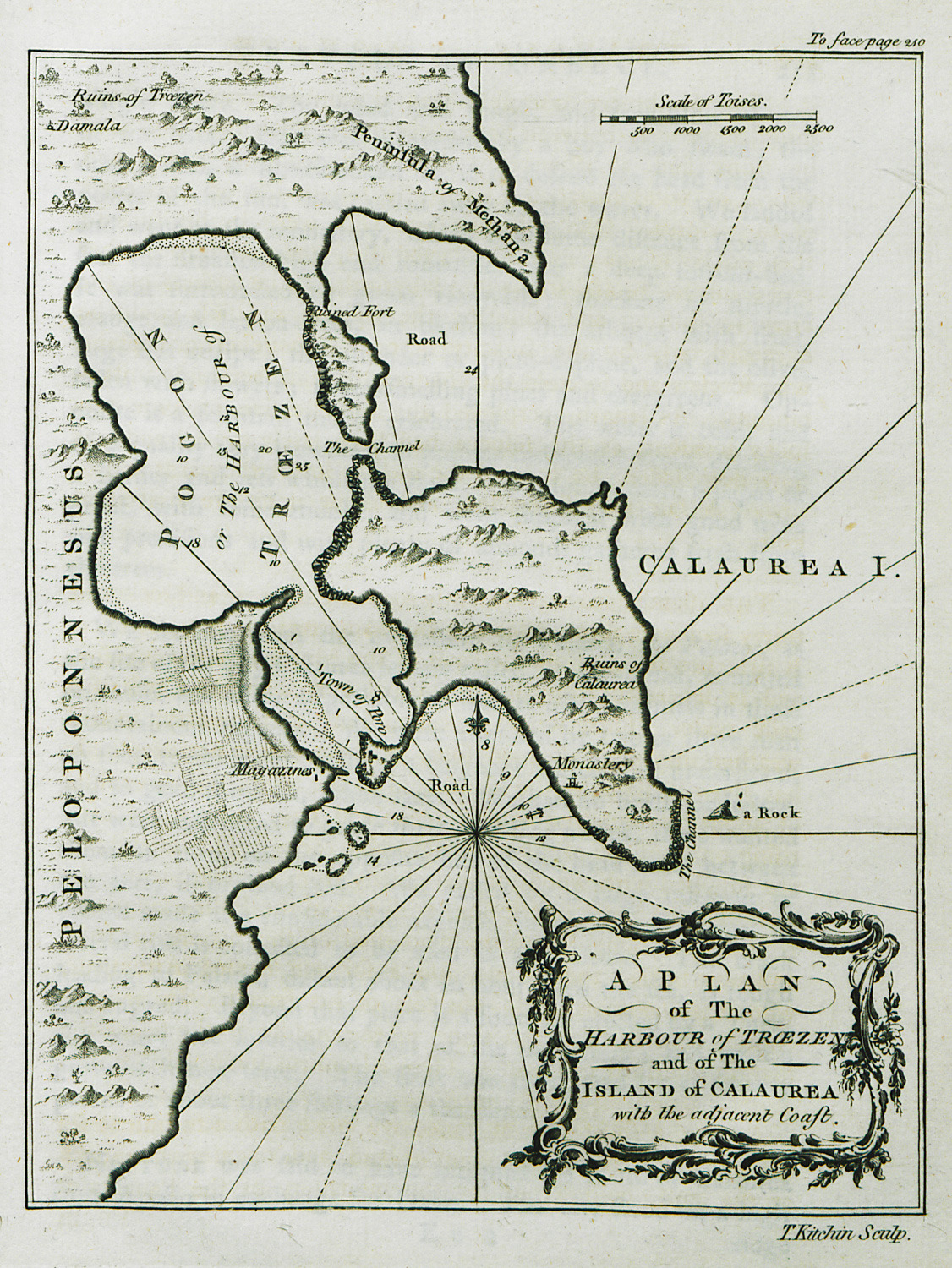
Hafen von Troizen und Insel Kalavria (1776)

Kalavria (griechisch Καλαυρία, altgriechisch Καλαυρεία Kalaureía (f. sg.)) bildet den nördlichen Teil der im Saronischen Golf gelegenen Insel Poros. Mit etwa 22 km² gehört zu Kalavria der weitaus größte Teil der insgesamt knapp 23 km² großen Insel. Im Süden stellt ein Isthmus von etwa 150 m eine Verbindung zum kleineren Inselteil Sferia (Σφαιρία (f. sg.)) der vulkanischen Ursprungs ist, her. Die höchste Erhebung ist die Vigla (Βίγλα) mit 378 m im Osten, in der Inselmitte der Profitis Ilias mit 314 m.
Auf Kalavria sind die Ruinen eines in der Antike bekannten Poseidon-Heiligtums zu finden. Der Poseidontempel von Kalavria war einst Mittelpunkt einer Amphiktyonie von Kalaureia von sieben Seestädten und später ein Asyl, das selbst von den Makedonen geachtet wurde. 322 v. Chr. floh Demosthenes dorthin und nahm sich das Leben, um einer drohenden Verhaftung zu entgehen.
Kalavria hat sich bruchtektonisch von der Peloponnes getrennt und die Meerenge dazwischen gehört zum tektonisch aktiven Graben von Epidauros. Weitere Vulkangebiete der Region sind Methana, Ägina und Krommyonia.
Koordinaten: 37° 31′ N, 23° 29′ O